# Yosakoi
Yosakoi (よさこい) é um estilo único de dança que surgiu no Japão. O Yosakoi começou na cidade de Kochi, em 1954, como uma versão moderna do Awa Odori, uma tradicional dança de verão. O estilo de dança do Yosakoi espalhou-se por grande parte do país. É uma dança altamente energética, combinando movimentos de dança japoneses mais tradicionais com música moderna. Normalmente, as coreografias são realizadas por grandes equipes que as treinam exaustivamente. Além de contar com várias escolas profissionais de yosakoi e times de dança da vizinhança, ele é também um evento popular durante os festivais de esporte promovidos pelas escolas primárias e colégios. Participam homens e mulheres de quase todas as idades, às vezes em um único time. No dialeto de Tosa (atualmente a província de Kochi), yosakoi significa ‘’Venha à noite’’.

## Figurino e onaruko
O figurino usado pelos times de yosakoi variam amplamente. As roupas mais predominantes são os Happi (para os homens) e o Yukata (para as mulheres), que podem ser visto em uma grande variedade de cores.  Todavia, alguns grupos escolhem uniformes que são baseados em trajes históricos, roupas de moda popular ou de moda étnica. Normalmente, todos os membros do time vestem as mesmas vestimentas. 
Um dos principais aspectos que distingue o yosakoi de outros estilos de dança é a utilização do Naruko: pequenas matracas de madeira que os dançarinos seguram em suas mãos. Naruko eram originamente utilizados na Província de Kochi para afastar pássaros dos campos de arroz.  O naruko tradicional tem teclas pretas e amarelas presas à um pedaço de madeira, mas muitos grupos modernos de yosakoi criam seus próprios naruko, escolhendo cores e materiais que combinam com seus trajes. O uso do naruko é obrigatório nesse estilo de dança, mas muitos grupos também utilizam outros instrumentos portáteis ou adereços, tais como tambores, instrumentos de percussão, bandeiras, bastões e carros alegóricos. 

## O Yosakoi Naruko
A dança oficial do yosakoi é baseada em uma música chamada Yosakoi Naruko Odori (よさこい鳴子踊り), escrita por Takemasa Eisaku. Essa canção foi criada combinando elementos de três diferentes canções: Yosakoi-bushi ("melodia do Yosakoi"), Yocchore (uma música infantil), e a Jinma-mo (uma canção folclórica da Província de Kochi). A competição original de Kochi exige que a música de cada time inclua alguma parte da música original. Competições em outros lugares podem não ter esses requerimentos. Takemasa concedeu os direitos sobre Yosakoi Naruko Odori ao domínio público.

## Yosakoi Matsuri
Yosakoi Matsuri (Festival de Yosakoi) é um festival na cidade de Kochi, Japão. Esse é o festival de yosakoi original: vem ocorrendo todo mês de agosto, desde 1954.  Times de dançarinos acompanham seus respectivos carros alegóricos, ao ritmo do yossakoi naruko. O número de participantes vem crescendo continuamente: a partir de 2005, mais de 10 mil dançarinos se inscrevem todo ano. 
As regras da competição são as seguintes:
- Os participantes devem usar o naruko enquanto dançam.
- Aceita-se qualquer arranjo musical, mas a música deve conter pelo menos uma parte da canção original Yosakoi Naruko Odori, de Takemasa.
- Os times podem ter até 150 participantes.

## A popularização do Yosakoi
Desde sua criação em 1954, o Yosakoi tornou-se popular em todo o Japão, ocorrendo festivais em todo o país. Eles variam de tamanho: desde os poucos grupos que se formam em pequenas vilas e se apresentam em um festival anual, às grandes cidades como Sendai, que abriga o Michinoku Yosakoi Matsuri, o terceiro maior festival do Japão.
Em 2005, havia festivais de Yosakoi e competições em mais de 200 locais.
- Em Tokyo, o Harajuku Omotesando Genki Matsuri Super Yosakoi[3] é um festival de dois dias que ocorre em cinco lugares diferentes em Harajuku e Parque de Yoyogi. Ocorre anualmente desde 2001.
- O Yosakoi de Sakado começou em 2001 com 67 times e 4600 participantes. O 11º festival foi realizado em 2011.[4]
- Sapporo, Hokkaido abrigou o primeiro Festival de Yosakoi Soran em 1992. O 16º festival ocorreu em 6 de junho de 2007, no Parque Odori e em outras avenidas.
- Sasebo, Nagasaki abriga o maior festival de Yosakoi na ilha de Kyushu, sempre no fim de outubro.
- Yosakoi apareceu no seriado de televisão Kinpachi Sensei (3年B組金八先生).
- Em Surabaia, uma cidade-irmã de Kochi situada na Indonésia[5], ocorre uma competição anual de Yosakoi. Em 2007, o prêmio foi apresentado pelo Governardo de Kochi, Seiya Okazaki.
- Ao redor do mundo, o Yosakoi é dançado em Penang, Malásia, todo ano em julho por entusiastas locais chamados de Pink Hibiscus Yosakoi Dancers, bem como em Accra, Gana, como uma celebração anual para estreitar os laços entre Japão e o país.

Um exemplo de dança do Yosakoi pode ser visto no filme The Harimaya Bridge, que foi filmado na Província de Kochi.

## Ligações Externas
- Dancing at Japanese Festivals em inglês.
- Câmara de Comércio e Indústria de Kochi: Yosakoi matsuri em japonês.
- Site da Província de Kochi[ligação inativa] em inglês.